# Machine Sazi Football Club
El Machine Sazi Football Club es un equipo de fútbol iraní que actualmente juega en la Iran Pro League de la liga iraní de fútbol.

## Historia
El equipo fue fundado en 1969. Empezaron a jugar en la Copa Takht Jamshid entre 1973 y 1977. Tras intercambiar entre la Liga Azadegan y la Liga 2, finalmente en la temporada 2016-17 subió a la Iran Pro League, aunque solo permanecieron un año. Tras descender, acabó en decimoquinta posición, pero tras comprar la licencia para jugar en primera división, el club volvió a ascender.

## Entrenadores
| Entrenador              | Período |
| ----------------------- | ------- |
| Mohammad Ranjbar        | 1972–73 |
| Ali Hashemi             | 1973–77 |
| Garnik Mehrabian        | 1978–80 |
| Hossein Fekri           | 1980–83 |
| Ali Shirdel             | 1983–88 |
| Yaghob Zeynali          | 1988–89 |
| Hesam Golzar            | 1989–90 |
| Biyok Sabaghi           | 1990–91 |
| Asif Namazov            | 1991–92 |
| Rahim Mehnamaye Aghdam  | 1994–95 |
| Nasser Hejazi           | 1995–96 |
| Adrian Szabo            | 1996–97 |
| Hamid Nadimian          |         |
| Majid Jahanpour         | 2001–02 |
| Asghar Etebari          | 2002–03 |
| Nasser Hejazi           | 2003    |
| Vagif Sadygov           | 2003    |
| Boyukagha Hajiyev       | 2003–04 |
| Gholamhossein Karimpour | 2004–05 |
| Ahad Sheykhlari         | 2005–06 |
| Gholamreza Baghabadi    | 2006-07 |
| Ali Nikbakht            | 2007-08 |
| Gholamreza Baghabadi    | 2008    |
| Asghar Etebari          | 2008-09 |
| Sirous Bayrami          | 2009    |
| Seyed Javad Mousavi     | 2009-10 |
| Ahad Sheykhlari         | 2010    |
| Ayyoub Zolfaghari       | 2010    |
| Zoran Smilevski         | 2010-11 |
| Rasoul Khatibi          | 2011-12 |
| Nasser Ebrahimi         | 2012    |
| Alireza Akbarpour       | 2012    |
| Asghar Etebari          | 2012-13 |
| Hossein Khatibi         | 2013    |
| Vali Hatami             | 2013    |
| Amir Dadash Ziaee       | 2013    |
| Seyed Javad Mousavi     | 2013    |
| Saeed Parkhideh         | 2013    |
| Seyed Reza Sadat        | 2013-14 |
| Omid Tayyeri            | 2014    |
| Amin Haml Abadi         | 2014    |
| Younes Bahonar          | 2014    |
| Amir Dadashziaei        | 2014    |
| Gholamreza Baghabadi    | 2014-15 |
| Nader Dastneshan        | 2015    |
| Rasoul Khatibi          | 2015–16 |
| Farhad Kazemi           | 2016–17 |
| Rasoul Khatibi          | 2017    |
| Firouz Karimi           | 2018    |
| Mohammad Reza Mohajeri  | 2018–   |